# Kinder Meglepetés

A termék német logója

A Kinder Meglepetés, népszerű nevén a Kinder tojás az olasz Ferrero cég egyik terméke, ami a Kinder csokoládéhoz hasonlóan a "Kinder" termékekbe tartozik. Bár eredetileg Kinder meglepetés a neve, szinte mindenki Kinder tojásnak hívja, mert valójában egy csokitojás, amiben egy kis, gyakran összerakható játék található, ez a meglepetés. A tojás formájú tejcsokiréteg mögött egy, rendszerint sárga színű műanyag kapszula rejti a meglepetést, utalva a tojássárgájára, de más színű kapszulákkal is készülnek. Ezek korábban két részre szedhetőek voltak, mostanában azonban zsanérszerűen nyithatók szét.

## Története
A Kinder meglepetés először 1974-ben jelent meg Kinder Sorpresa (olaszul), azaz  Kinder meglepetés néven, amelyet utána mindenhol így hívtak (Kinder Überraschung németül, Kinder Surprise angolul, stb.). A Kinder meglepetés azután jött létre, hogy a Ferrero német leányvállalata forgalomba hozta a Kinder csokoládét. A termék ötletgazdája William Salice volt, amikor a Ferrero SpA édességgyárban azt próbálták kitalálni, hogyan tudnák kihasználni az év nagy részében tétlenül álló, a húsvéti csokitojás előállításához használt gyártósort. Németországban 1974-től kezdődően árulják, és kezdetben ez volt a legnagyobb piaca a Kinder meglepetésnek. Manapság is jelentős Németország a termék életében, mivel az ide külön készülő játékok a gyűjtők szerint jobb kivitelűek.
A Kinder meglepetés hamar meghódította a világot, kivéve néhány országot: a legjelentősebb ezek közül meglepő módon az USA, ahol egy törvény értelmében nem lehet forgalomba hozni olyan élelmiszereket, amikben játék, vagy bármilyen más fogyasztásra alkalmatlan dolog van. (Kanadában viszont kapható, de ha valaki megpróbálja átvinni őket a határon, azt megbüntetik. Évente kb. 25 000 tojást koboznak el.) Később Chilében is betiltották az „elhízás elleni harc” jegyében.

## Játékok

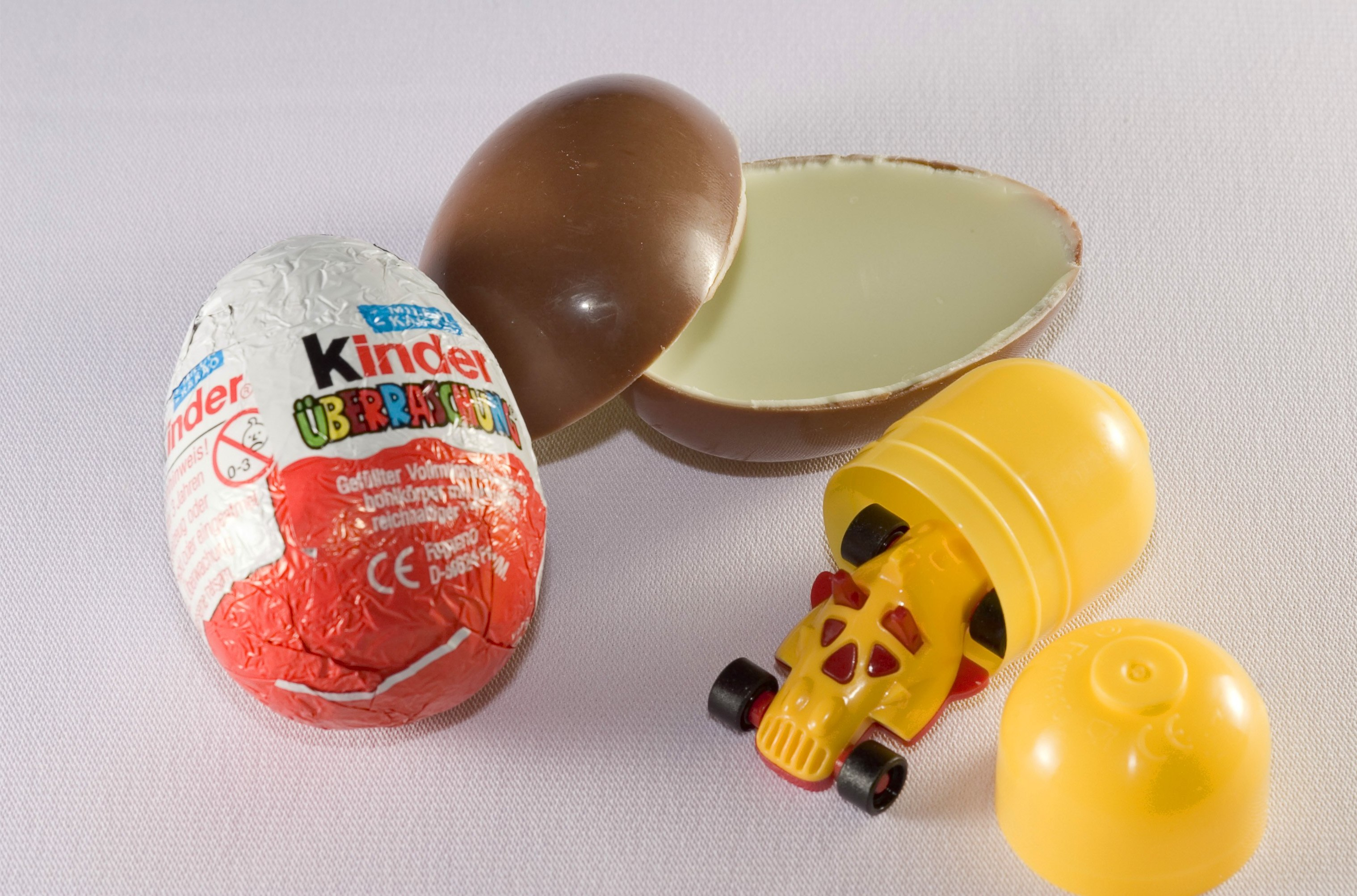
A Kinder meglepetés csokoládéja és a kapszula a játékkal.

A Kinder meglepetés igazi érdekessége a benne található játék: hamar kiderült, hogy nem csak a gyerekeknek okoznak örömet a tojásban található meglepetések, hanem a felnőtteknek is, akik ezeket profi szinten gyűjtik, adják-veszik, csereberélik. Az eltelt évtizedek alatt szinte megszámlálhatatlan mennyiségű játékot adtak ki a termékben, ugyanígy rengeteg sorozat, és egyéb különböző típusú játék és egyéb holmi készült el meglepetésként.
A játékok leggyakrabban szétszedve kerülnek a tojásban lévő kapszulába, amiket utána a mellékelt papír alapján kell összerakni. Sok játékhoz matricák is járnak, amikkel azokat díszíteni lehet. A legtöbb meglepetés műanyag játék, amik általában valahogy mozgathatók is, de vannak papírból, fából és fémből készült meglepetések is. Az előbbiek sokszor figurák, ezek között gyakoriak a híres mesehősök is (Walt Disney-szereplők, Tapsi Hapsi és barátai, Asterix, stb.), továbbá járművek (autó, vonat, repülő, hajó, űrhajó, stb.), épületek, állatok, egyéb más játékok (egyensúlyozó figurák, távcső, kaleidoszkóp, karikírozott figurák, stb.), illetve aktuális mesefilmek szereplői is (pl. a Gyűrűk ura-trilógia, Jégkorszak-filmek, a Shrek-filmek, vagy a Polar Express c. film szereplőinek figurái). Műanyagból készülnek az egyik leginkább gyűjtői érdeklődésre számot tartó figurák is: a kézzel festett állati vagy emberi figurák sorozatai, amik mindig egy téma köré csoportosulnak. Papírból puzzle-játékok, repülő alkalmatosságok, vagy díszek kerülnek ki leggyakrabban, fából szintén mindenféle dolog, fémből pedig leginkább kis szobrok, amik általában a történelem ismert embereit ábrázolják. Vannak olyan meglepetések is, amik egy másik használati tárgy kiegészítőjeként funkcionálnak (pl. ceruzadísz), vagy olyanok, amiknek része a meglepetést tartalmazó kapszula is, de olyanok is, amelyek kreatívabbak; festék vagy zsírkréta is jár hozzájuk.
A Ferrero és a Deutsche Bahn 2013-ban közösen kiadott egy limitált Kinder tojás sorozatot öt jelentős német vasúti járművel.
A gyűjtőkre gondolva gyűjtőkatalógusokat is kiadtak, amikben kategorizálva szerepelnek a különböző meglepetések.

## A csokoládé
A csokoládéhéj tulajdonképp megegyezik a Kinder csokoládé csokijával.
Összetevők:
- finom tejcsokoládé 47% (cukor, teljes tejpor, kakaóvaj, kakaómassza, emulgeálószer; szójalecitin, aroma)
- sovány tejpor
- cukor
- növényi zsiradékok
- koncentrált vaj
- emulgeálószer (szójalecitin)
- aroma

## Egyéb termékek

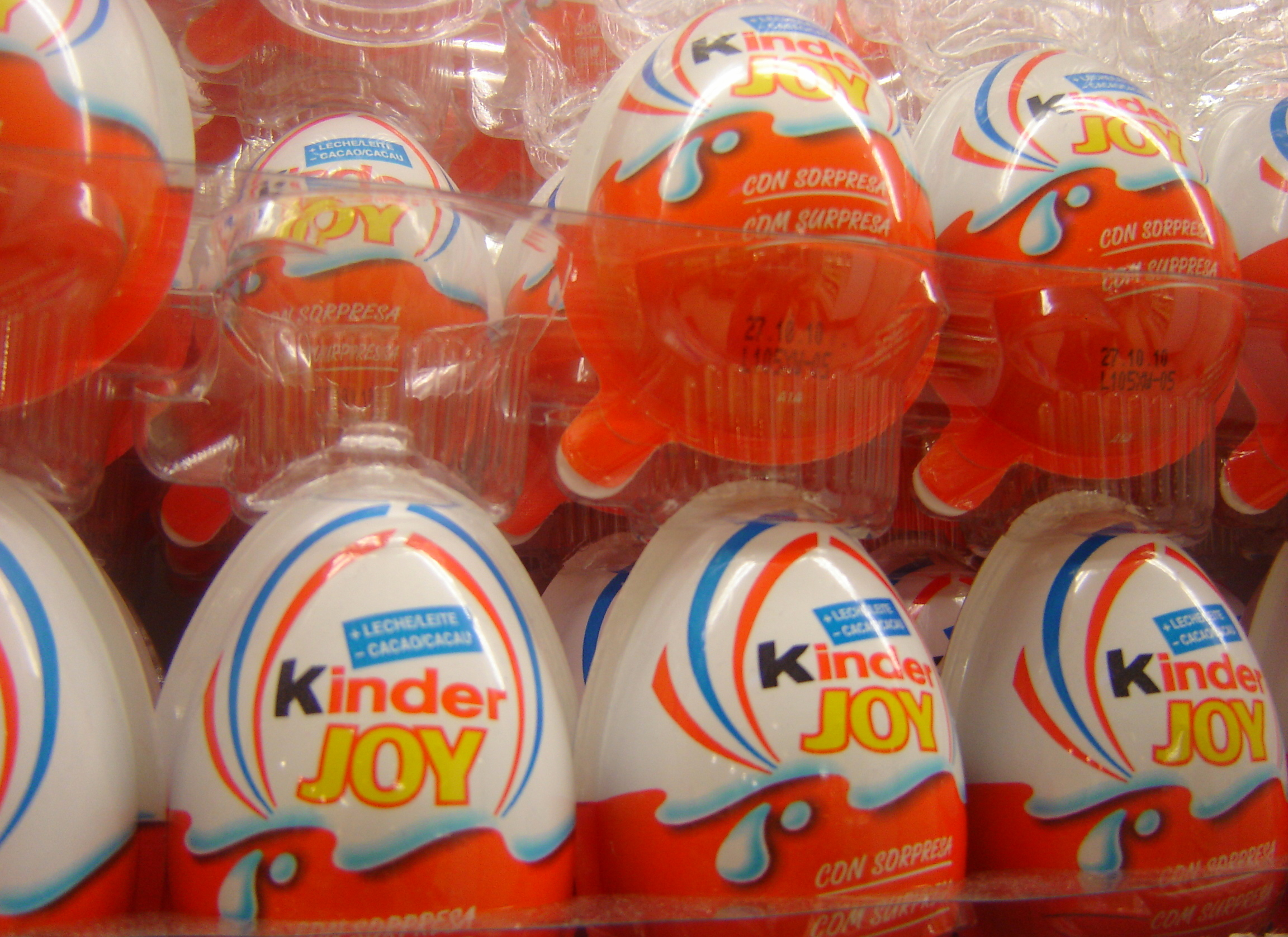
Kinder Joy tojások

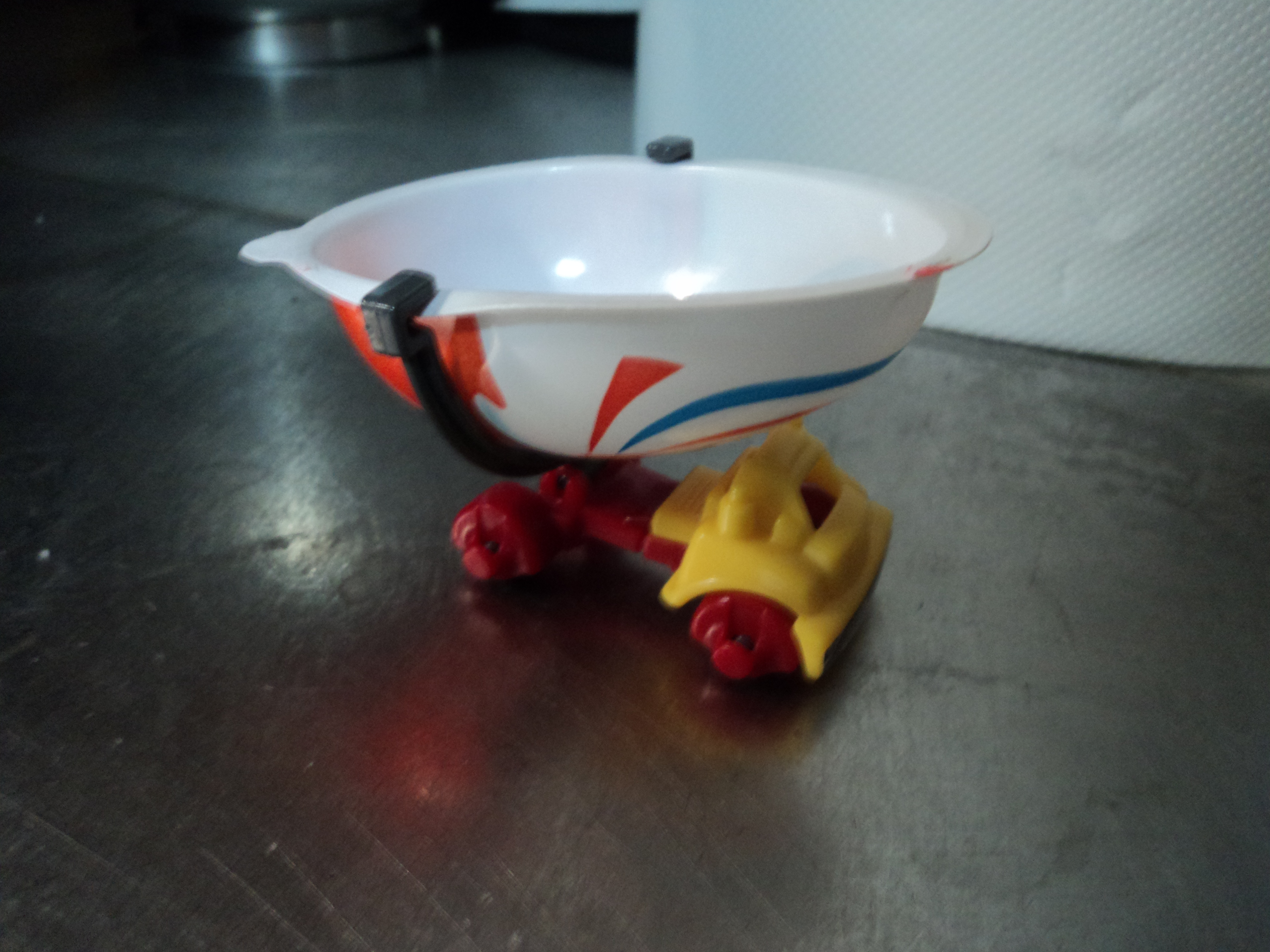
Egy összeszerelhető Kinder Joy játék

Léteznek még "Kinder maxi-tojások" is, ezekbe nagyobb kapszulában nagyobb játékok találhatók, valamint "Kinder Joy" néven egy másik Kinder meglepetésre emlékeztető termék is. Ezen kívül szezonális termékek is előfordulnak, pl. karácsonykor árulták Argentínában a "Kinder karácsonyt" is, ami tojás helyett egy 150 g-os csokigömböt formázott, karácsonykor Magyarországon is szoktak árulni különkiadást.